# Земляк Ольга Миколаївна
Ольга Миколаївна Земляк (16 січня 1990, Рівне) — українська легкоатлетка (біг на спринтерські дистанції), чемпіонка Європи з естафетного бігу на 400 м (2012). Заслужений майстер спорту України. Закінчила Національний університет водного господарства та природокористування в Рівному.
На період від 03.08.2017 до 02.08.2025 відсторонена від участі у змаганнях за порушення антидопінгових правил. При цьому анульовано всі результати змагань, встановлені в період від 05.07.2016 до 03.08.2017 (позбавлено всіх титулів, нагород, медалей, балів).

## Досягнення
Переможниця чемпіонату Європи з легкої атлетики 2012 у Гельсінкі (Фінляндія) в естафеті 4×400 м (у команді з Аліною Логвиненко, Юлією Олішевською та Наталією Пигидою).
Двічі срібна призерка командного чемпіонату Європи 2017 в Ліллі (Франція) на дистанції 400 м та естафеті 4 × 400 м.
Двічі срібна призерка Чемпіонату Європи з легкої атлетики 2014 року в Цюриху (Швейцарія) на дистанції 400 м та естафеті 4 × 400 м.
Бронзова призерка Олімпійських ігор 2012 у Лондоні (Англія) в естафеті 4×400 м та фіналістка Олімпійських ігор 2016 у Ріо-де-Жанейро (Бразилія).

### Виступи на Олімпіадах
| Олімпіада   | Дисципліна     | Результат | Місце |
| Лондон 2012 | естафета 4х400 | 3.23,57   | 3     |
| Ріо 2016    | Біг 400 м      | 51,24     | 7     |
| Ріо 2016    | естафета 4х400 | 3.26,64   | 5     |

## Особисті рекорди (400 м)
- 50,75 сек. (14 серпня 2016, Ріо-де-Жанейро, Бразилія)[5]
- 51.36 сек. (15 серпня 2014, Цюрих, Швейцарія)
- 51,82 сек. (14 червня 2012, Ялта)
- у приміщенні: 52,39 сек. (9 лютого 2017, Обонн, Франція)
- у приміщенні: 52,67 сек. (16 лютого 2012, Суми)